# Thot
| G26 | t · Z4 |

| G26 | t · Z4 |

| d | H | w | t · Z4 | R8 |

| d | H | w | t · Z4 | R8 |

| G26 · t · Z4 |

| G26 · t · Z4 |

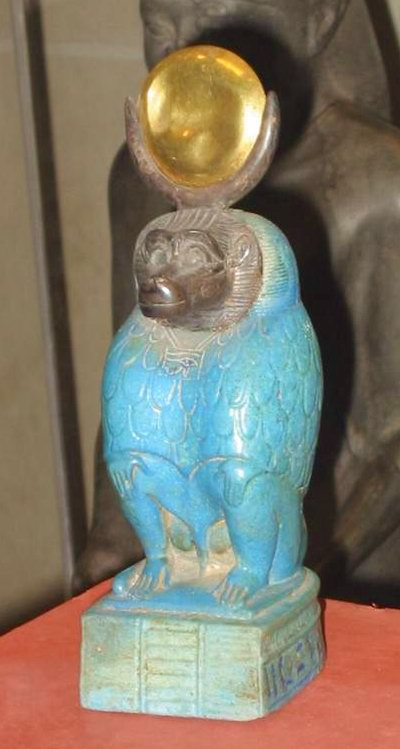
Thot pod postacią pawiana (Luwr, Paryż).

Tot (Thoth) – egipski bóg Księżyca, patron mądrości. Zaliczano go do bogów-stwórców i uważano za wynalazcę egipskiego pisma – hieroglifów, kalendarza, a także arytmetyki, geometrii, muzyki, liczby i rysunków. W związku z tym był przede wszystkim opiekunem i patronem pisarzy oraz ludzi nauki i sztuki. Był głównym opiekunem miasta i regionu Hermopolis.

## Kult i rola
W okresie predynastycznym czczony na terenie Delty, dość wcześnie należał do bóstw bardzo ważnych w religii egipskiej. Jako Pan Księżyca zastępował na nocnym niebie nieobecne słońce i przy Atumie-Re pełnił istotną funkcję towarzyszącą, sprawując nadzór nad porządkiem cyklu astralnego. Stąd też często przypisywana mu rola sędziego. W funkcji bóstwa księżycowego zwany był „Panem Rachunków” i „Rachmistrzem Lat”, gdyż na podstawie faz księżyca układano kalendarz. Znany także jako mag oraz lekarz bogów oraz ludzi (żywych i umarłych). Kojarzono z nim dwa różne zwierzęta i dlatego przedstawiany był w postaci zarówno ibisa, jak i pawiana (bądź też człowieka z ich głową).
Nazwa Thoth (czy Thot), wymawiana jako „tot”, jest greckim imieniem nadanym egipskiemu bóstwu, którego prawidłową nazwą jest Djehuty (a występującego też pod nazwami Tahuti, Tehuti, Zehuti, Techu, Tetu). Niekiedy zwano go również Semsu, tj. „Stary”. W epoce Starego Państwa centrum jego kultu znajdowało się w Hermopolis – stolicy XV nomu Górnego Egiptu, którego znakiem był pawian. O doniosłości kultu bóstwa w tej epoce świadczy wymownie fakt, iż królowe (małżonki faraonów) nosiły tytuł jego kapłanek. Jeszcze w okresie ptolemejsko-rzymskim często noszono amulety z wyobrażeniem Thota-ibisa masowo wyrabiane z barwnego fajansu.

## W mitologii

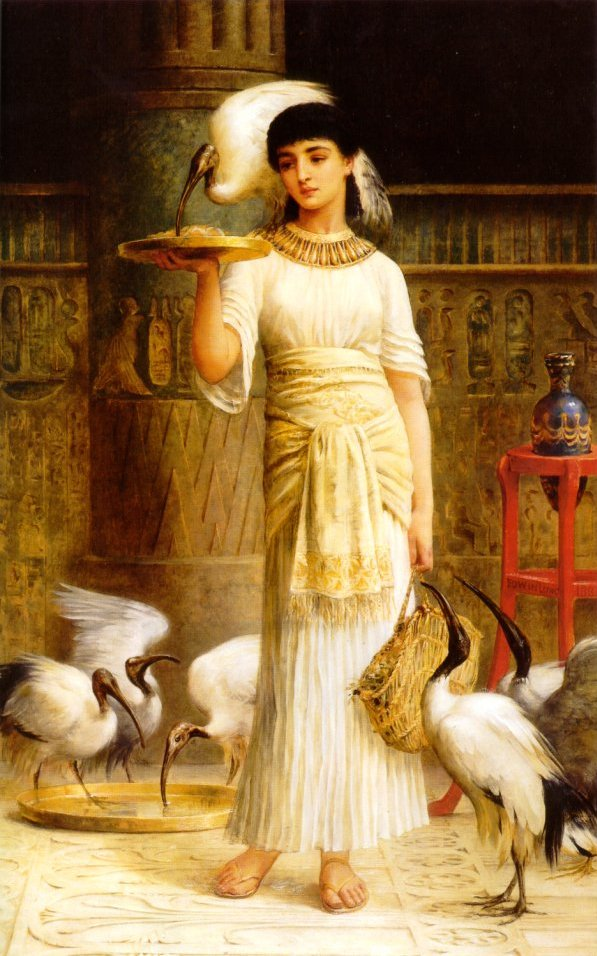
Edwin Long – Opiekunka świętych ibisów (1888)

W niektórych wersjach mitu o powstaniu świata, Tot utożsamiany jest z praptakiem, który złożył jajo w praoceanie Nun.
Przy wykorzystaniu magicznych zaklęć Thot miał być nawet stwórcą bogów i ludzi, uczestniczył w przywróceniu do życia Ozyrysa, nauczył też Izydę wpływania na niekorzystne wydarzenia. W mitycznym konflikcie dobra i zła początkowo stronnik Seta, potem – Ozyrysa i Horusa. Leczył Seta i Horusa z ran, które sobie wzajemnie zadali, a następnie pośredniczył jako rozjemca w ich sporze. Do jego późniejszych zadań należało pilnowanie lewego oka Horusa, przy którym trzymał straż w postaci psa lub ibisa.
Legenda przypisuje mu autorstwo Księgi umarłych. W zaświatach skazywał tych, którzy krzywdzili zwierzęta, był także pomocnikiem („sekretarzem”) Ozyrysa podczas ceremonii sądzenia zmarłych (ważenia serc). Według niektórych pism był bratem-małżonkiem bogini prawdy i sprawiedliwości Maat, ale np. w kosmogonii ozyriackiej towarzyszył na niebie Izydzie jako jej brat.
W mitologii greckiej identyfikowany z Hermesem i w tym wcieleniu w okresie hellenistyczno-rzymskim nazywany Trismegistos („trzykroć największy”). Pod tym imieniem krążył w starożytności zbiór rozpraw greckich (tzw. pisma hermetyczne), zawierający systematyczny wykład ówczesnej teologii. Zobacz też: Hermes Trismegistos.

## W masowej kulturze współczesnej
Do bóstwa tego nawiązuje jedna z najpopularniejszych talii tarota (Tarot Thota, ang. Thoth Tarot) wraz z omawiającą go książką (Księga Thotha). Zostały one stworzone przez Aleistera Crowleya, rysunki są autorstwa Lady Friedy Harris. „Księga Thotha” to filozoficzna praca omawiająca wykorzystanie kart tarota (zwłaszcza opracowanych przez Crowleya), której nazwę utworzono od nieistniejącej księgi z egipskiej mitologii. Księga ta miała zawierać całą starożytną wiedzę, jakiej ludziom udzieliło to bóstwo.